# Ağdam
Ağdam egy szellemváros Azerbajdzsán délnyugati részén, a Hegyi-Karabah Köztársaság határához közel fekszik. A többségében azerbajdzsániak által lakott várost a Hegyi-karabahi háború idején lakoltatta ki, majd romboltatta le a hegyi-karabahi vezetés. A második hegyi-karabahi háború után megkötött békemegállapodás értelmében 2020. november 20-án került vissza azeri irányítás alá a város területe.

## Elhelyezkedése
Ağdam a Kis-Kaukázusban helyezkedett el, a nemzetközileg el nem ismert Hegyi-Karabah Köztársaság és Azerbajdzsán határán. A hozzá legközelebbi nagyváros a Hegyi-Karabah Köztársaság fővárosa, Sztepanakert, mindössze 26 kilométer távolságra Ağdamtól - többek között ez is okozta a város vesztét.

## Története

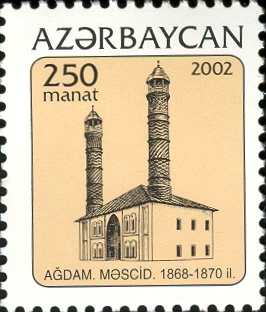
Ağdam mecsete eredeti állapotában, egy 2002-es bélyegen

### Az első hegyi-karabahi háború előtt
Ağdamot a 18. században alapították. Nevének jelentése azeriül fehér ház. Városi rangra 1828-ban emelkedett, amely bizonyítja a település gyors fejlődését. A település lakói mezőgazdaságból tartották el magukat - bor és vaj is készült itt. A szovjet időkben egy gépgyár is települt Ağdamba, valamint a vasút is kiépült, melynek nyoma a légifelvételeken a mai napig látszik. Becslések szerint a város lakossága a nyolcvanas-kilencvenes évek fordulóján 40 ezer főt tett ki.

### Az első hegyi-karabahi háború
A hegyi-karabahi háború kitörésével a város addig jónak mondható fekvése egyszerre rémessé vált. A település az autonóm, legfőképpen örmények által lakott hegyi-karabahi autonóm régió (amelyet még a Szovjetunió idején Sztálin helyezett át az Azerbajdzsáni SZSZK kezelésébe, hasonlóan a ma már csak papíron létező örmény és azeri enklávékhoz, és a Nahicseván autonóm régióhoz - egyesek szerint szórakozásból, mások szerint a nemzetiségi ellenállás enyhítésére) és Azerbajdzsán határán helyezkedett el, a hegyi-karabahi fővároshoz igen közel, ám azeri muszlim lakossággal. Mindez azt eredményezte, hogy heves harcok dúltak a vidéken.
Az azeri haderő berendezkedett a városba, hogy onnan BM-21 Grad rakétákat lőjön hegyi-karabahi, főként civil célpontokra Sztepanakertben. Ezt a hegyi-karabahi vezetés 1993-ra elégelte meg, és június 12-én elkezdte ostromolni a várost (mindkét fél körülbelül 6.000 katonát tudott felmutatni, ismeretlen számú harckocsikkal és légi támogatással). Ezalatt az idő alatt egyik fél sem riadt vissza a túszejtésektől, civil célpontok módszeres támadásától. Bő egy hónap után, miután július 5-étől a város körbe lett zárva, az azeri hadsereg július 23-án adta meg magát, feladva ezzel két kisebb települést, Merzilit és Yusifcanlıt is.
A Hegyi-Karabahi Védelmi Haderő azonban úgy látta, hogy fennáll a veszélye egy esetleges nagyobb erejű azeri ellentámadásnak, valamint a szinte teljesen azeri lakosságú település sem volt egy életbiztosítás ilyen közel Sztepanakerthez, így szinte az ostrom után egyből hozzáláttak a város kitelepítéséhez és lerombolásához. Nem csak Ağdamot pusztították el módszeresen, az összes környékbeli falu, település is erre a sorsra jutott. 

### A második hegyi-karabahi háború
A 2020. szeptember 20 és november 10. között zajló Második hegyi-karabahi háború az azeri csapatok győzelmével ért véget, Şuşa elfoglalása után orosz közvetítéssel megszületett a 2020-as hegyi-karabahi tűzszüneti megállapodás, melynek következtében 2020. november 20-án a város Azerbajdzsán ellenőrzése alá került, azóta İlham Əliyev is meglátogatta a város közepén lévő mecsetet. Azerbajdzsán ellenőrzése alá került a város határában lévő Şelli is, ahol az Örmény Fegyveres Erők működtetett támaszpontot. A békemegállapodás után a környékbeli örmény lakosság is távozni kényszerült.

### A város manapság

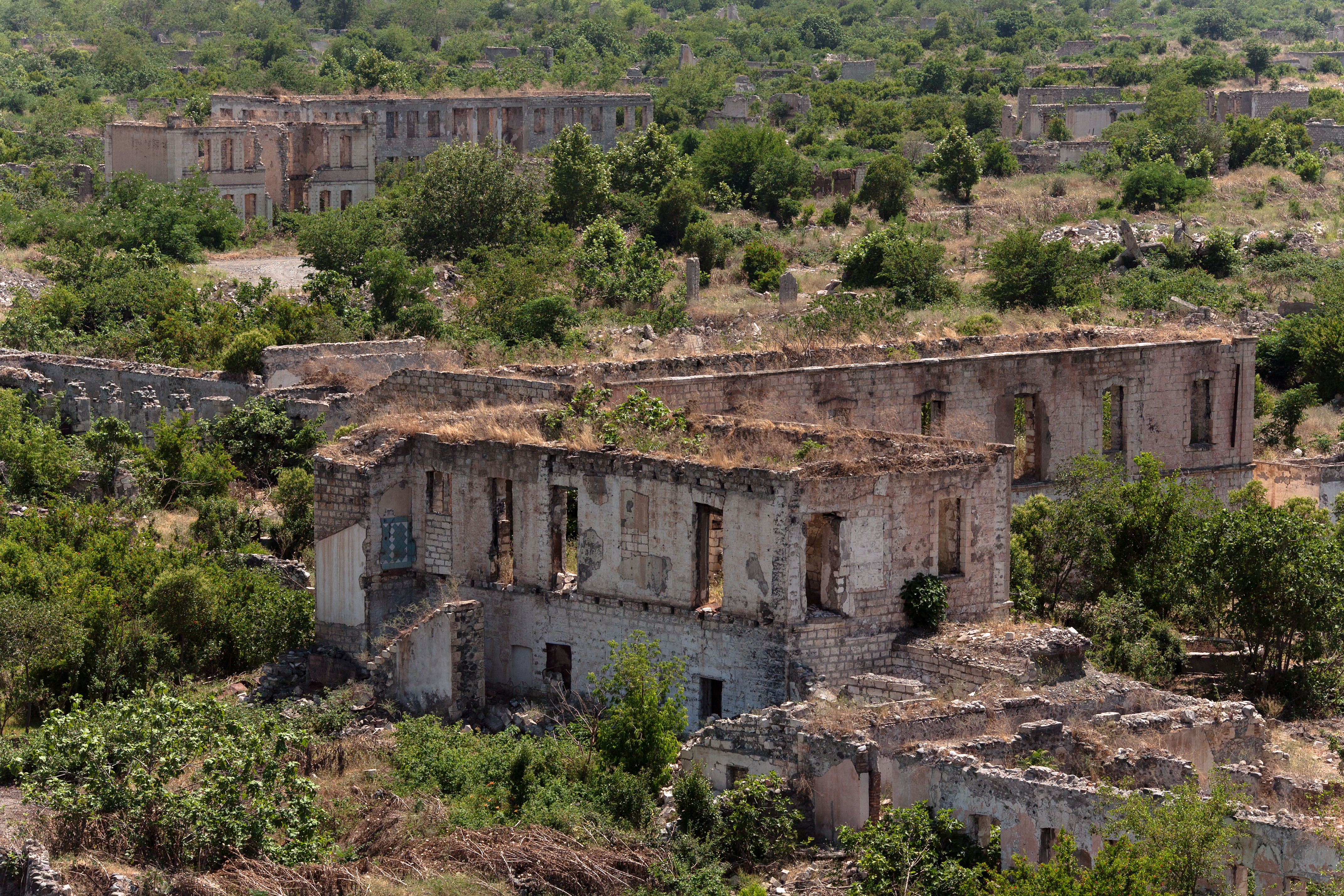
A város épületei a 2000-es években, meg örmény ellenőrzés alatt

A város tehát 1993 nyarától lakatlan volt, ám jól jellemezte az azeri hatóságoknak a hozzáállását a hegyi-karabahi kézen lévő területekhez, hogy a település ezen időszak alatt is regisztrált volt becsült 40 ezer fős lakosságszámmal az azeri nyilvántartásokban, és az Ağdami járás székhelyeként tartották nyilván. A szellemvárost a hegyi-karabahi hatóságok egészen annak 2020-as átadasaig ütközőzónaként tartották fent Hegyi-Karabah és Azerbajdzsán között, így turistáknak nem, vagy csak ritkán és nehezen volt megközelíthető. Ezenkívül jelképe is lett a hegyi-karabahi háborúnak: a Lonely Planet 2008-ban úgy nevezte, hogy a Kaukázus Hirosimája.

## Kultúra

### Zeneművészet
A város életében fontos szerepet játszott a mugham zene, amely tradicionális a Karabah régióban, működött is egy mugdam zeneiskola, amely előadásokat is tartott.

### Sport
Ağdam város labdarúgócsapata a Qarabağ FK, amely 1951-es alapításától egy tízéves megszűnési periódust leszámítva 1993 közepéig a városban játszotta mérkőzéseit, hazai pályája az Imarat stadion volt. Az 1992-ben alapított azeri labdarúgó bajnokságot meg is nyerte 1993-ban, így az első olyan bajnokcsapat lett, amelynek nem Baku a székhelye. Bár az ostrom óta a mérkőzéseit a Tofik Bahramov stadionban játssza Bakuban, a csapat identitásában a mai napig ağdamiként tekint magára.
A csapat fennállása legnagyobb sikere, hogy a 2017-18-as UEFA-bajnokok Ligája csoportkörébe jutott az FC København rájátszásbeli legyőzésével.

## Más lerombolt azeri települések
- Yuxarı Əskipara
- Barxudarlı és Sofulu
- Aşağı Əskipara
- Çıraqlı